# 内部監査
内部監査（ないぶかんさ、英：internal audit）とは、組織体の内部の者による監査のことをいう。

## 概要
一般社団法人日本内部監査協会の「内部監査基準」によれば、“内部監査とは、組織体の経営目標の効果的な達成に役立つことを目的として、合法性と合理性の観点から公正かつ独立の立場で、ガバナンス・プロセス、リスク・マネジメントおよびコントロールに関連する経営諸活動の遂行状況を、内部監査人としての規律遵守の態度をもって評価し、これに基づいて客観的意見を述べ、助言・勧告を行うアシュアランス業務、および特定の経営諸活動の支援を行うアドバイザリー業務である”。内部監査は、取締役（会計参与設置会社にあっては、取締役及び会計参与）の職務の執行を監査する監査役監査（又は監査委員会による監査）、計算書類及びその附属明細書、臨時計算書類並びに連結計算書類を監査する会計監査人監査と合わせて、三様監査と呼ばれることがある。
海外では、内部監査・外部監査という切り分けが一般的であるため、必ずしも国内外で内部監査の概念が一致しているとはいえない。しかしながら、ビジネスのグローバル化が進み、また、相次ぐ不祥事により企業に厳しい目が向けられるようになった近年、内部監査についてもグローバルスタンダードを視野に入れる必要が生じてきた。日本監査役協会の「監査役監査基準」において、監査役と内部監査部門との連係が規定され、会計監査人の監査においても、一定の条件のもと内部監査人の作業を利用できるなど、内部監査をめぐる状況は変化している。
内部監査は、本来、組織体の特性に応じて整備・運用されるべきものであるが、指針となるものとして、国内基準では日本内部監査協会の「内部監査基準」、国際基準では内部監査人協会（The Institute of Internal Auditors, IIA）の「専門職的実施の国際フレームワーク（International Professional Practices Framework, IPPF）」がある。日本内部監査協会はIIAの日本支部を兼ねているが、2つの基準は、内部監査の指揮命令系統（reporting-line）の記載などの点で大きく異なる。日本内部監査協会は、日本国内で適用する「内部監査基準」の英語訳を上部団体である内部監査人協会（IIA）に提出をしていない。日本内部監査協会が公表する「内部監査基準」は、内部監査人協会（IIA）が、その内容が適正であることを保証・承認するものではなく、日本国内のローカルな基準に過ぎない。逐次、グローバル・スタンダードに向けて改定が図られているが、その乖離は大きい。
日本国内では、内部監査は、最高経営責任者に直属することが多く、内部監査の業務内容も、最高経営責任者の定めた内部統制が現場で遵守されているかの点検が主体である。国際社会では、内部監査部門は独立社外取締役が過半数を占める取締役会あるいは監査委員会に直属し、その指揮命令下で、経営全般を独立した客観的な立場で監査を行う。最高経営責任者の定めた内部統制の問題点があれば、それらを指摘して、組織体の目標の達成を支援する役割を果たすのが一般的である。
なお、日本では、内部監査や常勤社内監査役は、経営者から独立した存在ではない。これまで、経営者の不正、不正会計、重大な不祥事が発生したとき、内部監査部門がその事実を知りながら監査報告書に記載をしなかったり、常勤社内監査役が隠蔽に関与するという事件も少なからず起きており、国際社会では、日本の監査・ガバナンス制度の問題点として認識されている。国際社会で実践されているように、独立社外取締役の指揮命令下で、執行ラインには戻らないと宣言した専門職が中心となって内部監査を行う態勢を整備することが課題である。
国内外の企業による不正会計事件を受けて、2006年5月に施行された新会社法、2006年6月に成立した金融商品取引法（いわゆる日本版SOX法）は、それぞれ大会社と上場企業に内部統制を求めており、内部監査と密接に関係する。
会社法は、取締役会に「取締役の職務の執行が法令及び定款に適合することを確保するための体制その他株式会社の業務の適正を確保するために必要なものとして法務省令で定める体制」の整備を義務付けている。取締役の職務の執行については監査役監査の対象であるが、内部監査基準とIPPFで言及される、リスク・マネジメント、コントロールおよびガバナンス・プロセスの有効性を内部監査で評価・改善促進することにより、相互補完的なチェックが可能となる。
金融商品取引法で求める「財務計算に関する書類その他の情報の適正性を確保するために必要なものとして内閣府令で定める体制」においては、内部監査に、より具体的な役割が求められる。内閣府令のなかで一般に公正妥当な基準とされている、企業会計審議会の「財務報告に係る内部統制の評価及び監査に関する基準」において、“内部監査人は、内部統制の目的をより効果的に達成するために、内部統制の基本的要素の一つであるモニタリングの一環として、内部統制の整備及び運用状況を検討、評価し、必要に応じて、その改善を促す職務を担っている。”とある。

## 内部監査人
内部監査活動に従事する者を内部監査人という。内部監査が有効であると判断されるためには一般に、内部監査人について、専門的能力と独立性が求められる。
内部監査人個人については、内部監査に関する十分な知識・技能・その他の能力を有しているか、継続的に能力開発を行っているか、内部監査業務遂行に際して、客観性、専門職としての正当な注意を有しているかなどが問われる。内部監査人の能力を証明するものとして、IIAが認定する国際資格の公認内部監査人(Certified Internal Auditor, CIA)や日本内部監査協会が認定する内部監査士がある。CIAには、継続的専門能力開発 (Continuing Professional Education, CPE) 制度があり、資格を維持するためには、毎年所定の単位の能力開発と報告が必要となる。
内部監査人の組織体における位置づけについては、内部監査の対象となる他の部署等から制約を受けることはないか、内部監査の対象となる業務および部署に対し直接の権限や責任を負っていないか、経営者に対し適時・適切に報告できる体制になっているかなどが問われる。このため、経営者直属の独立した部門として設置されることが多い。

## 監査人
英米の会社組織では、（内部）監査部が組織の内部監督を行うとともに、外部監査を行う監査法人と対応する。日本の監査役に相当する役員は社外取締役が就任するのが常であり、内部の経営陣とは独立した指揮系統で監督することによって、株主の利権が保持される。監査は、専門の監査人や監査士（公認会計士）または監察官（政府）によって行われる。外部監査は、公認会計士だけが行うことのできる独占業務であると法律で定められている。外国では、外部監査と企業の内部監督部との業務の関連から、内部監査の人員は監査法人から抜擢されることが多い。
独裁国家の軍部においては、政治将校が同等の役割を果たす。ある組織が別の組織を監督するのは外部監督であり、この場合にそのような権限をもつのはたいてい政府機関であって、それぞれの省庁が監督責任のある業界や組織を規制する。

## ISOにおける内部監査
ISOにおいては内部監査を実施しPDCAサイクルを回し、スパイラルアップすることが必須の条件である。また、内部監査の形骸化を防ぐため相互監査や改善提案などを行い、規格要求基準を順守維持するにとどまらず、将来の不具合の防止や潜在能力の発掘など実効性のある内部監査を行うことが必要である。

## 関連文献
- 財務報告に係る内部統制の評価及び監査の基準並びに財務報告に係る内部統制の評価及び監査に関する実施基準の改訂に関する意見書，平成23年3月30日，金融庁企業会計審議会
- 鳥羽至英『財務諸表監査 理論と制度 基礎篇』国元書房 (2009/04) ISBN 4765805506
- 鳥羽至英『財務諸表監査 理論と制度 発展篇』国元書房 (2009/04) ISBN 4765805514